# Дроздик жовтоногий
Дроздик жовтоногий (Turdus flavipes) — вид горобцеподібних птахів родини дроздових (Turdidae). Поширений у Південній Америці.

## Поширення
Цей птах має дуже широкий ареал. Популяція населяє північну Колумбію, Венесуелу, північну Бразилію, Тринідад і Тобаго та частину Сьєрра-де-Пакарайма в західній Гаяні (включаючи гору Рорайма). Інша популяція живе в східній Бразилії, східному Парагваї та північно-східній Аргентині. Аргентинська субпопуляція є частково мігруючою: ті птахи, що живуть південніше, проводять південну зиму північніше. Деякі популяції на півночі Південної Америки також є частиною великих місцевих міграцій, але їх випадки не були повністю вивчені.
Середовищем проживання цього є тропічні ліси, відновлені та зарослі плантації. Це вид високогірних місцевостей, оскільки зазвичай гніздиться на висоті понад дві тисячі метрів над рівнем моря, хоча зустрічаються особини, що живуть на рівні моря.

## Підвиди
- T. f. venezuelensis (Sharpe, 1900) — гори Східна Кордильєра, Сьєрра-Невада-де-Санта-Марта, Кордильєра-де-Меріда в Колумбії та на заході Венесуели;
- T. f. melanopleura (Sharpe, 1900) — Кордильєра-де-ла-Коста (північ Венесули), острів Тринідад;
- T. f. xanthoscelus Jardine, 1847 — острів Тобаго;
- T. f. polionotus (Sharpe, 1900) — тепуї з південно-східної Венесуели;
- T. f. flavipes Vieillot, 1818 — атлантичний ліс на південному сході Бразилії, Парагваї, а також у північно-східній Аргентині.

## Опис
Дрізд досягає близько 22 см завдовжки і ваги від 55,0 до 72,0 г. Між статями спостерігається незначний статевий диморфізм. У самців голова, груди, спина, крила і хвіст чорні. Криючі крил і черево темно-сірі. Дзьоб, очне кільце, ноги і ступні мають насичений жовтий колір, який у самиць трохи блідіший. Оперення самиці, як правило, має коричневий відтінок, при цьому ділянки грудей і живота трохи світліші.

## Спосіб життя
Птахи харчуються переважно фруктами, іноді також комахами. Охоче споживає плоди та насіння видів Myrica або Sloanea. На відміну від багатьох інших видів дроздів, вони мало часу проводять на землі. Зазвичай живуть парами. Сезон розмноження був задокументований регіонально в період з березня по липень у Тринідаді, з вересня по грудень у Колумбії та з листопада по січень у Бразилії. Плоске гніздо у формі чаші зроблене з моху, глини та коріння, розміщує в нішах у скелях. Кладка містить два яйця. Детальної інформації про поведінку при розмноженні немає.